# Parigi-Roubaix 1981
La Parigi-Roubaix 1981, settantanovesima edizione della corsa, fu disputata il 12 aprile 1981, per un percorso totale di 263 km. Fu vinta dal francese Bernard Hinault, giunto al traguardo con il tempo di 6h26'07" alla media di 40,868 km/h.
Presero il via da Compiègne 174 ciclisti, 57 di essi tagliarono il traguardo a Roubaix.

## Resoconto degli eventi

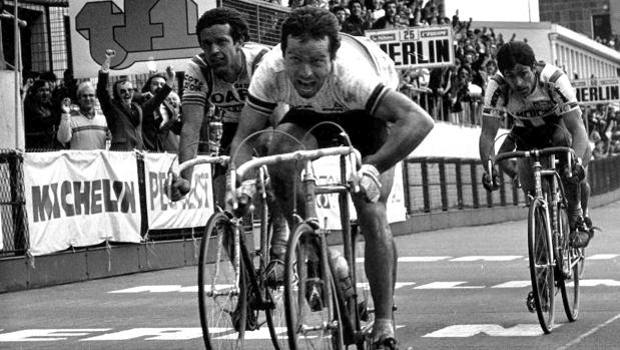

Dopo una corsa combattuta, a una trentina di chilometri dal traguardo si formò un gruppetto di corridori che comprendeva il francese Bernard Hinault, il belga Roger De Vlaeminck, recordman di vittorie in questa classica che cercava di portare a cinque i suoi successi e Francesco Moser, campione italiano che aveva già vinto le tre edizioni precedenti della corsa ed era quindi in lizza per raggiungere la quarta storica vittoria consecutiva. Nel finale, Hinault cadde a circa otto chilometri dall'arrivo, ma si rimise subito all'inseguimento del gruppetto di testa da cui aveva perso contatto. Il rientro, seppur ostacolato, avvenne prontamente, poche centinaia di metri dopo. Il gruppetto arrivò nel velodromo di Roubaix a disputarsi la volata che fu vinta proprio da Hinault il quale, nonostante lo sforzo prodotto per il recupero conseguente alla sua caduta, riuscì a trovare le energie per regolare due specialisti dello sprint come De Vlaeminck e Moser.

## Curiosità
Bernard Hinault non nascose mai la sua antipatia per questa corsa che, a sua detta, correva solo per compiacere lo sponsor che lo aveva pungolato affermando che la Parigi-Roubaix non poteva mancare nel palmarès di un grande campione. Dopo i tentativi delle edizioni precedenti, per Hinault arrivò finalmente la vittoria in questa edizione. Ma dopo aver tagliato il traguardo, il campione bretone dichiarò: << Questa corsa è una porcheria. Non la farò mai più. >> 
Hinault non fu proprio di parola e si ripresentò ancora all'edizione successiva del 1982, ma solo a quella che fu la sua ultima Parigi-Roubaix.

## Ordine d'arrivo (Top 10)
| Pos. | Corridore           | Squadra       | Tempo   |
| ---- | ------------------- | ------------- | ------- |
| 1    | Bernard Hinault     | Renault       | 6h26'07 |
| 2    | Roger De Vlaeminck  | DAF Trucks    | s.t.    |
| 3    | Francesco Moser     | Famcucine     | s.t.    |
| 4    | Guido Van Calster   | Splendor      | s.t.    |
| 5    | Marc Demeyer        | Capri Sonne   | s.t.    |
| 6    | Hennie Kuiper       | DAF Trucks    | s.t.    |
| 7    | Ferdi Van Den Haute | La Redoute    | a 1'16" |
| 8    | René Bittinger      | Miko          | s.t.    |
| 9    | Jean Chassang       | Puch          | a 2'00" |
| 10   | Alfons De Wolf      | Vermeer Thijs | a 2'35" |